# Cominform
O Cominform ou Kominform (em russo: Коминформ, abreviatura de Информационное Бюро Коммунистических и Pабочих Партий, transl. Informacionnoe Bjuro Kommunističeskich i Rabočich Partij; em português: "Escritório de Informação dos Partidos Comunistas e Operários") é o  acrônimo usual para designar a organização internacional liderada pelo  PCUS e cujo objetivo era promover o intercâmbio de informações e coordenar as ações dos vários partidos comunistas da Europa. De fato, o Cominform serviria  como instrumento de política externa da URSS.  Possuía seu próprio jornal (cujo título, em português, significava: Pela Paz Duradoura, pela Democracia Popular!) e encorajava a unidade dos partidos comunistas do mundo.
A criação da organização foi anunciada em 5 de outubro de 1947, poucos dias depois da conferência dos partidos comunistas europeus, realizada entre 22 e 27 de setembro, em Szklarska Poręba, na Baixa Silésia polonesa. O encontro havia sido convocado por Stalin, para resolver divergências entre os governos do Leste Europeu quanto a comparecer ou não à conferência do Plano Marshall, em Paris, em julho de 1947.  Na época, a maioria dos observadores ocidentais considerou a nova organização como  a sucessora da Comintern, a Terceira Internacional ou Internacional Comunista, criada em 1919 e dissolvida pela URSS em 1943, em um esforço dos soviéticos para tranquilizar seus aliados ocasionais na Guerra - os Estados Unidos e a Grã-Bretanha.
Inicialmente, o Cominform estabeleceu-se em Belgrado. Mas, após a exclusão da Iugoslávia da esfera soviética, em junho de 1948,  a sede da organização foi transferida para Bucareste. A expulsão da Iugoslávia por acusação de titoísmo iniciou o período do Informbiro na história iugoslava.
O Cominform entrou em declínio depois de 1948, à medida que outros partidos comunistas, como o PCI, passaram também a questionar o controle do PCUS. Afinal, a organização foi oficialmente dissolvida em 17 de abril de 1956, já no período da desestalinização promovida por Khrushchov,  quando a URSS voltou a se aproximar da Iugoslávia.

## Partidos membros[4]
| País                        | Partido                                                                     | Notas            |
| --------------------------- | --------------------------------------------------------------------------- | ---------------- |
| Albânia                     | Partido do Trabalho da Albânia                                              |                  |
| Alemanha Oriental           | Partido Socialista Unificado da Alemanha                                    |                  |
| Bulgária                    | Partido Comunista Búlgaro                                                   |                  |
| Checoslováquia              | Partido Comunista da Checoslováquia                                         |                  |
| França                      | Partido Comunista Francês                                                   |                  |
| Hungria                     | Partido Comunista Húngaro, depois Partido dos Trabalhadores Húngaros        |                  |
| Itália                      | Partido Comunista Italiano                                                  |                  |
| Iugoslávia                  | Liga dos Comunistas da Jugoslávia                                           | Expulso em 1948. |
| Países Baixos               | Partido Comunista dos Países Baixos                                         |                  |
| Polónia                     | Partido dos Trabalhadores Polacos, depois Partido Operário Unificado Polaco |                  |
| Roménia                     | Partido Comunista Romeno                                                    |                  |
| Território Livre de Trieste | Partido Comunista do Território Livre de Trieste                            | Deixou em 1948.  |
| União Soviética             | Partido Comunista da União Soviética                                        |                  |